# بخش مرکزی شهرستان شاهرود
بخش مرکزی شهرستان شاهرود یکی از بخش‌های شهرستان شاهرود در استان سمنان ایران است.

## تقسیمات کشوری
- بخش مرکزی شهرستان شاهرود
  - دهستان حومه شاهرود
  - دهستان دهملا
  - دهستان طرود

شهرها: شاهرود، رودیان

## جمعیت
بنابر سرشماری مرکز آمار ایران، جمعیت بخش مرکزی شهرستان شاهرود در سال ۱۳۹۰ برابر با ۲۳۸،۸۳۰ نفر بوده است.